# Tommy Hilfiger (bedrijf)

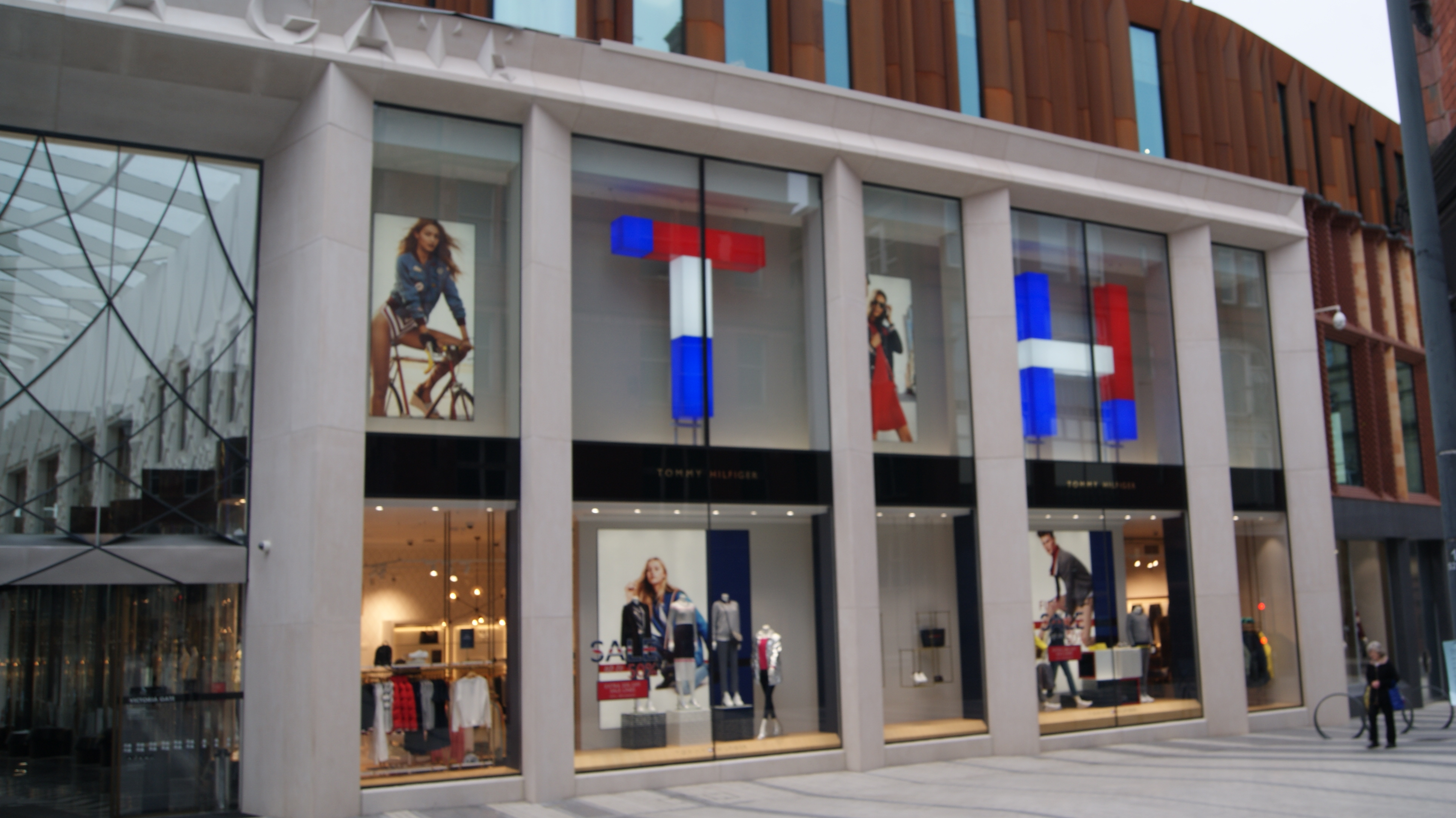
Tommy Hilfiger winkel in Leeds

Tommy Hilfiger is een producent van kleding. Het produceert en verkoopt sportieve mannen- en vrouwenkleding, jeans en kinderkleding. Daarnaast brengt het bedrijf door middel van licentieovereenkomsten ook een brede reeks van aanverwante kleding, accessoires, schoeisel, geuren en huismeubilering aan.
Het bedrijf heeft wereldwijd eigen winkels en verder verkoopt het producten via warenhuizen en gespecialiseerde winkels van anderen.
Het bedrijf werd in 1989 aangekocht door de Hongkongse zakenman Silas Chou, die tot aan 2002 de voorzitter van het bestuur was. In 1992 werd de Tommy Hilfiger Corporation naar de New Yorkse beurs gebracht, maar werd in 2006 er weer vanaf gehaald, toen Apax Partners het bedrijf verwierf. In 2010 werd het bedrijf voor bijna US$  3 miljard verkocht werd aan de Phillips-Van Heusen Corporation, die ook eigenaar is van Calvin Klein.